# أسيوط الجديدة
أسيوط الجديدة هي مدينة مصرية جديدة من مدن الجيل الثالث، تقع في محافظة أسيوط، وتتبع إدارياً لهيئة المجتمعات العمرانية الجديدة، أُنشئت بقرار رئيس جمهورية مصر العربية رقم 194 لسنة 2000، وقد كان إنشاء المدينة في إطار جهود الدولة المصرية للتوسع العمراني لتحقيق عدة أهداف تنموية أهمها استيعاب الأعداد السكانية المتزايدة لتخفيف الضغط السكاني، وإعادة توزيع السكان داخل إقليم محافظة أسيوط، وفي نفس الوقت المحافظة على الرقعة الزراعية، ورفع المستوى المعيشي لسكان الإقليم من خلال توفير فرص عمل جديدة من المشروعات الصناعية والتي سوف يتم إقامتها بالمدينة وتحفيز الهجرة إلى المدينة الجديدة وتقليل الهجرة خارج المحافظة.

## الجغرافيا

### الموقع
تقع المدينة شرق نهر النيل على طريق (القاهرة – سوهاج) الصحراوي، وذلك عند تقاطعه مع طريق (الغردقة - أسيوط)، حيث تبعد عن مدينة أسيوط 15 كيلومتر، كما ترتبط المدينة بمحورين أساسيين، الأول (قناطر أسيوط) والثاني (الكوبري العلوي الجديد).

## المخطط العام
- تبلغ مساحة الكتلة العمرانية للمدينة 30 ألف فدان.[3] تبلغ مساحة النشاط السكني للمدينة 9000 فدان، مقسمة إلى مجموعة من الأحياء، تشتمل على جميع مستويات الإسكان (اقتصادي – متوسط – فوق متوسط – فاخر).
- توفر هيئة (المجتمعات العمرانية الجديدة) قطع الأراضي السكنية للأفراد وأيضا للشركات الاستثمارية والمنتجعات السكنية، وكذلك المشروعات الرائدة مثل مشروع إسكان مبارك ومشروع إسكان جمعية المستقبل ومشروعات الإسكان الحر والإسكان العائلي. كما قامت الهيئة بإنشاء عدد 3922 وحدة سكنية، منها عدد 2930 وحدة إسكان شباب ومستقبل، وقام القطاع غير الحكومي بإنشاء عدد 1363 وحدة سكنية أخرى.[4]
- تبلغ مساحة النشاط الخدمي 0.7 ألف فدان حيث يوفر التخطيط الحضري للمدينة قطع أراضي للخدمات المختلفة (تعليمية – صحية – ثقافية – دينية – ترفيهية – تجارية). ومن المنتظر أن يصل عدد السكان بالمدينة إلى 200 ألف نسمة، وذلك عند اكتمال نموها.[3]
- المنطقة التكنولوجية مقامة على مساحة 44 فدان مؤكدا ان المرحلة الاولى من المشروع تتضمن انشاء 11 مبنى على مساحة 15 فدان تتضمن (مبنى خدمة المواطن، ومنافذ البنوك والمحلات، ومبنى التدريب، ومبنى الابتكار وريادة الأعمال، ومبنى التعهيد، ومبنى الشركات، ومباني المرافق والبنية التحتية للمرحلة الاولى، ومبنى إدارة المنطقة، والمسجد، ومبنى المدرسة الذكية).[5][6]

## البنية التحتية

### مياه الشرب والصرف الصحي
- تتغذى المدينة بمياه الشرب عن طريق محطة الآبار بطاقة 8 آلاف م3/يوم, ومحطة تنقية مدمجة بطاقة 4000 م3/يوم, كما يجري العمل على إنشاء محطة تنقية مياه أخرى بطاقة 26 ألف م3/يوم.
- تحتوي المدينة على شبكات مياه بطول 120 كيلومتر.[7]
- يتم تجميع مياه الصرف الصحي الناتجة عن المدينة في محطة أبنوب الفتح التابعة للهيئة (القومية لمياه الشرب والصرف الصحي).
- كما توجد بالمدينة شبكات للصرف الصحي بطول 260 كيلومتر ويوجد بالمدينة 3 محطات رفع صحي.[7]

### الكهرباء
- محطة محولات بجهد 22/66 ك ف قدره 100 ميجا وات وتعمل بقدره 75 ميجا وات حاليا.
- توجد بالمدينة شبكات كهرباء بطول 432.5 كيلومتر.[7]

### الطرق والاتصالات
- توجد بالمدينة شبكات طرق بطول 350 كيلومتر.
- يوجد بالمدينة سنترال إتصالات بسعة 60 ألف خط تليفوني.
- كما يوجد شبكات اتصالات بطول 232 كيلومتر.[7]
- ترتبط المدينة بالمدن الأخرى عن طريق خط ميكروباص يربطها بمدينة أسيوط.[1]

## الخدمات
يوجد بمدينة أسيوط الجديدة منطقة تكنولوجية وأسواق وهايبر ماركت خاص وعدد (4) مدارس ومعهد أزهري ومدرسة يابانية وجامعة أسيوط الأهلية وجامعة سفنكس ومستشفى أسيوط الجديدة الجامعي وعدد (3) مخابز ووحدة مرور وخدمات سجل مدني.

### التعليم
- جامعة أسيوط الأهلية توجد جامعة أسيوط الأهلية على أرض بمدينة أسيوط الجديدة والبالغة مساحتها 40 فدانا وتضم بسبعة كليات وهي الطب والجراحة العامة وكلية الهندسة والعلوم التطبيقية كلية الصيدلة والبحوث الدوائية وكلية الحاسبات والذكاء الاصطناعي، وكلية العلوم الإدارية والمالية، وكلية جديدة للألسن واللغات التطبيقية حيث تقدم السبعة كليات تضم نحو 12 برنامجاً دراسياً في عدد من المجالات العلمية والنظرية.[10]
- جامعة سفنكس هي جامعة خاصة معتمدة وواحدة من أفضل الجامعات في جميع أنحاء العالم، فهي تسعى لتوفير مستوى غير عادي من التعليم والبحث العلمي وتنمية المجتمع. تأسست تماشيا مع المرسوم الجمهوري رقم. رقم 36 لسنة 2019 صادر عن رئيس جمهورية مصر العربية، في مدينة أسيوط الجديدة.[11]
- جامعة أسيوط التكنولوجية هي جامعة حكومية مصرية، إحدى الجامعات التكنولوجية التي تم إنشاءها طبقًا لقانون رقم 72 لسنة 2019.

### الصحة
- مستشفى أسيوط الجديدة الجامعي بحي الزهور بمدينة أسيوط الجديدة على مساحة 10500 متر، وتتكون من عدد 8 مباني وهي مبنى المستشفى الرئيسي وسبع غرف ملحقه.[12] تتكون المستشفى من جناح للعيادات الخارجية وجناح للطوارئ وخمسة غرف للعمليات - كما جهزت المستشفى بشبكة داخلية لميكنة المستشفى تربط كل وحدة فيها بالكمبيوتر وشبكة مراقبة بالكاميرات وكذلك شبكة للغازات الطبية وشبكة للتكييف المركزي بالإضافة إلى مباني ملحقه بالمستشفى (مبنى الإسعاف- ساحة انتظار للسيارات). بلغت طاقة المستشفى نحو 72 سرير وجهزت المستشفى بفريق عمل جامعي يضم أطقم طبية وتمريض وفنيين وذلك في تخصصات الباطنة والأطفال والجراحة والعظام والنساء والأسنان والأشعة والتحاليل.

### الرياضة والترفيه
- نادي وادي دجلة الرياضي ويضم مجمع سباحة وملعب كرة قدم 8 ملاعب لكرة التنس و2 ملعب للكرة الطائرة و2 ملعب للسلة و4 ملاعب جانبية، بالإضافة إلى مبني رياضي ومبنى اجتماعي وأخر للخدمات و مبنى ترفيهي و”كلوب هاوس”.[13]

## وصلات خارجية
- صورة بالقمر الصناعي لمحطة توليد كهرباء مدينة أسيوط الجديدة بموقع ويكيمابيا.